# Alondra Fraustro
Alondra Fraustro Cardiel (Monterrey, Nuevo León, México, 1997) es una química y educadora ambiental mexicana. Fundadora de Ciencia Mágica, proyecto de divulgación científica. Nominada a Líder Ambiental en Nuevo León; ha representado a México con el premio Héroe de la Tierra 2020 por la Organización de las Naciones Unidas, galardonada con el premio Youth Awards 2030 y promotora de la Agenda 2030 de los Objetivos del Desarrollo Sostenible de la ONU.

## Biografía
Alondra es una científica, emprendedora, educadora ambiental y divulgadora de la ciencia, originaria de Monterrey, Nuevo León, México. Estudió la licenciatura de Químico Bacteriólogo Parasitólogo de la Facultad de Ciencias Biológicas en la Universidad Autónoma de Nuevo León.
Desde corta edad desarrollo interés en la cantidad de basura y desperdicios que hay en las calles y la contaminación ambiental, razones que la motivaron a adentrarse al mundo de la ciencia. A los 14 años ganó el primer lugar en un concurso de carteles de ecología y vida sustentable y a partir de entonces supo que quería dedicarse a concientizar a otras personas sobre el cuidado del medio ambiente.
Actualmente forma parte de la Red de Liderazgo Vital Voices Global Partnership, en donde representa a México como una mujer líder que está resolviendo los mayores desafíos del mundo.

## Divulgación científica
Como parte de quehacer como educadora ambiental, Fraustro emprendió un proyecto de divulgación científica y es co-fundadora de una empresa de biotecnología ambiental.

### Ciencia Mágica
La científica fundó Ciencia Mágica en 2019, proyecto mediante el cual ha desarrollado cursos y talleres de educación ambiental en instituciones educativas públicas y privadas de Nuevo León, en donde busca inspirar a niñas y niños que quieran ser científicos a través de programas y modelos educativos enfocados en la ciencia, tecnología, ingeniería, artes y matemáticas y Mujeres en la Ciencia. Pero también ha participado en conferencias, congresos, paneles y concursos científicos a nivel nacional e internacional sobre cambio climático y sustentabilidad.

Alondra desarrolló un kit para que las personas cultiven hortalizas en sus hogares por medio de huertos y que, además, contiene el libro Cuidando el planeta en familia; recurso con un lenguaje amigable para todo público y que, contiene datos curiosos sobre la naturaleza y la ciencia. Propuesta que la hizo acreedora al premio Héroes de la Tierra 2020, otorgado por ONU.
Es un kit en el que aprenderás a cultivar hortalizas como tomates y cebollas, entre otros vegetales. Buscamos incentivar que en Monterey y en cualquier parte del mundo puedes cultivar tus alimentos.
Además de sus talleres y presentaciones, crea contenido digital no solo enfocado en la educación ambiental, sino también en cómo llevar una vida sustentable y lo comparte en sus redes sociales. Algunos temas que aborda en su contenido van desde el reciclaje, hábitos ecológicos, las 5R’s y el aprovechamiento de residuos orgánicos, hasta como aplicar la ideología de zero waste y los objetivos de desarrollo sostenible de la Agenda 2030.

#### Ecobiores
La heroína de la Tierra 2020, es cofundadora de Ecobiores, una startup de biotecnología la cual genera biomateriales 100% degradables y bioproducidos.

## Premios y reconocimientos
- En 2020 representó a México al ser reconocida internacionalmente con el premio Héroe de la Tierra 2020 por la Organización de Naciones Unidas para combatir la Desertificación y la Sequía en Corea del Sur.[1][4]
- En septiembre del 2020 fue galardonada con el Premio Youth Awards 2030, edición Líderes Globales, que otorga el corporativo Inteligencia EDUCA. y que, con dicha distinción, ahora forma parte del grupo de líderes mundiales que trascienden por generar un impacto en la sociedad[9]
- Es reconocida como promotora de la Agenda 2030 de los Objetivos del Desarrollo Sostenible, representando a Nuevo León, México, a nivel internacional.
- Fue invitada a participar como coautora en el libro Voces de América 2030, junto a otros líderes del mundo que trabajan en el cumplimiento de la Agenda 2030 de la ONU.[8]
- Fue invitada a dar una conferencia TED-TALK en TEDxUANL Women, que reconoce a mujeres generadoras de cambio.
- Además, el Área Académica de la Red Nacional de Actividades Juveniles de la Ciencia la seleccionó como ejemplo para la juventud.[3]

## Obras
- Cuidando el planeta en familia, 2019